# Władimir Dimitrowski
Władimir Dimitrowski (mac. Владимир Димитровски; ur. 30 listopada 1988 w Skopju) – macedoński piłkarz grający na pozycji obrońcy. Mierzy 187 cm wzrostu. Obecnie jest zawodnikiem Grindavíkur.

## Kariera piłkarska
Dimitrowski profesjonalną karierę zaczynał w klubie Wardar Skopje. 1 lipca 2006 roku, mając niespełna osiemnaście lat trafił do belgijskiego KVC Westerlo, gdzie jednak nie otrzymał zbyt wielu szans na grę. Dwa lata później powrócił więc do Macedonii, po półrocznym pobycie w klubie Cementarnica Skopje znów postanowił spróbować sił za granicą, tym razem w chorwackiej Croatii Sesvete. Spędził w niej pół roku. Kolejny sezon to występy w barwach klubu Metałurg Skopje. Trzecią próbę podbicia silniejszej ligi podjął latem 2010 roku. Trafił do czeskiego zespołu FK Mladá Boleslav, w którym spędził dwa lata, rozegrał jednak ledwie 25 meczów. Latem 2012 roku powrócił więc do Macedonii. W rundzie jesiennej występował w klubie Rabotniczki Skopje, zimą zaś przeniósł się do Wardaru Skopje.

## Kariera reprezentacyjna
Dimitrovski regularnie występował w młodzieżowych reprezentacjach, rozgrywając w niej łącznie 30 meczów. W dorosłej reprezentacji Macedonii zadebiutował 10 sierpnia 2011 roku w towarzyskim meczu z Azerbejdżanem. Na boisku pojawił się w 85 minucie. Do tej pory rozegrał w niej trzy mecze (stan na 12 kwietnia 2013).
| Mecze i gole w reprezentacji | Mecze i gole w reprezentacji | Mecze i gole w reprezentacji | Mecze i gole w reprezentacji | Mecze i gole w reprezentacji | Mecze i gole w reprezentacji | Mecze i gole w reprezentacji |
| #                            | Data                         | Stadion                      | Rywal                        | Wynik                        | Gol                          | Rozgrywki                    |
| 2011                         | 2011                         | 2011                         | 2011                         | 2011                         | 2011                         | 2011                         |
| ---------------------------- | ---------------------------- | ---------------------------- | ---------------------------- | ---------------------------- | ---------------------------- | ---------------------------- |
| 1.                           | 10.08.2011                   | Mərdəkan, Azerbejdżan        | Azerbejdżan                  | 1:0                          | 0                            | towarzyski                   |
| 2.                           | 15.11.2011                   | Prilep, Macedonia            | Albania                      | 0:0                          | 0                            | towarzyski                   |
| 2012                         |                              |                              |                              |                              |                              |                              |
| 3.                           | 14.12.2012                   | Antalya, Turcja              | Polska                       | 1:4                          | 0                            | towarzyski                   |

## Sukcesy
- Puchar Czech: 2011